# Таш-Кутчу
Таш-Кутчу (кирг. Таш-Кутчу) — село в Джалал-Абадской области Кыргызстана. Административно подчинено администрации города Джалал-Абад.

## География
Село расположено в юго-восточной части области, к востоку от реки Кёгарт, на расстоянии приблизительно 3 километров (по прямой) к северо-востоку от города Джалал-Абад. Абсолютная высота — 852 метра над уровнем моря.

## Население
Согласно оценочным данным Национального статистического комитета Кыргызской Республики, численность населения села на начало 2023 года составляла 1846 человек.
| год     | 2009 | 2014 | 2015 | 2020 | 2021 | 2023 |
| ------- | ---- | ---- | ---- | ---- | ---- | ---- |
| человек | 1572 | 1626 | 1636 | 1838 | 1852 | 1846 |